# Kevin Labanc
Kevin Labanc, född 12 december 1995, är en amerikansk professionell ishockeyforward som spelar för San Jose Sharks i National Hockey League (NHL). Han har tidigare spelat för San Jose Barracuda i American Hockey League (AHL); Barrie Colts i Ontario Hockey League (OHL) och Team USA i United States Hockey League (USHL).
Labanc draftades av San Jose Sharks i sjätte rundan i 2014 års draft som 171:a spelare totalt.

## Statistik
| 2009–2010   | New Jersey Colonials   | AYHL        | 37  | 18 | 41  | 59  | 24  | —  | —  | —  | —  | —  |
| 2010–2011   | New Jersey Rockets     | MetJHL      | 36  | 13 | 33  | 46  | 16  | 2  | 1  | 0  | 1  | 0  |
|             | New Jersey Rockets     | AtJHL       | 5   | 0  | 1   | 1   | 2   | —  | —  | —  | —  | —  |
| 2011–2012   | Team USA               | USHL        | 33  | 3  | 8   | 11  | 10  | 2  | 0  | 0  | 0  | 2  |
|             | U.S. National U17 Team |             | 52  | 5  | 17  | 22  | 24  | —  | —  | —  | —  | —  |
| 2012–2013   | Team USA               | USHL        | 26  | 3  | 6   | 9   | 8   | —  | —  | —  | —  | —  |
|             | U.S. National U17 Team |             | 5   | 0  | 2   | 2   | 2   | —  | —  | —  | —  | —  |
|             | U.S. National U18 Team |             | 62  | 9  | 12  | 21  | 28  | —  | —  | —  | —  | —  |
| 2013–2014   | Barrie Colts           | OHL         | 65  | 11 | 24  | 35  | 30  | 11 | 3  | 4  | 7  | 4  |
| 2014–2015   | Barrie Colts           | OHL         | 68  | 31 | 76  | 107 | 55  | 9  | 2  | 4  | 6  | 8  |
| 2015–2016   | Barrie Colts           | OHL         | 65  | 39 | 88  | 127 | 70  | 15 | 6  | 20 | 26 | 28 |
|             | San Jose Barracuda     | AHL         | —   | —  | —   | —   | —   | 1  | 0  | 0  | 0  | 0  |
| 2016–2017   | San Jose Sharks        | NHL         | 55  | 8  | 12  | 20  | 22  | —  | —  | —  | —  | —  |
|             | San Jose Barracuda     | AHL         | 19  | 6  | 13  | 19  | 24  | 15 | 3  | 4  | 7  | 6  |
| 2017–2018   | San Jose Sharks        | NHL         | 77  | 11 | 29  | 40  | 32  | 10 | 1  | 4  | 5  | 2  |
|             | San Jose Barracuda     | AHL         | 2   | 1  | 3   | 4   | 2   | —  | —  | —  | —  | —  |
| 2018–2019   | San Jose Sharks        | NHL         | 82  | 17 | 39  | 56  | 36  | 20 | 4  | 5  | 9  | 14 |
| 2019–2020   | San Jose Sharks        | NHL         | 70  | 14 | 19  | 33  | 38  | —  | —  | —  | —  | —  |
| NHL totalt  | NHL totalt             | NHL totalt  | 284 | 50 | 99  | 149 | 128 | 30 | 5  | 9  | 14 | 16 |
| AHL totalt  | AHL totalt             | AHL totalt  | 21  | 7  | 16  | 23  | 26  | 16 | 3  | 4  | 7  | 6  |
| OHL totalt  | OHL totalt             | OHL totalt  | 198 | 81 | 188 | 269 | 155 | 35 | 11 | 28 | 39 | 40 |
| USHL totalt | USHL totalt            | USHL totalt | 59  | 6  | 14  | 20  | 18  | 2  | 0  | 0  | 0  | 2  |

### Internationellt
| Källa: Uppdaterad: 2020-09-01 | Källa: Uppdaterad: 2020-09-01 | Källa: Uppdaterad: 2020-09-01 |               | Utv = Utvisningsminuter | Utv = Utvisningsminuter | Utv = Utvisningsminuter | Utv = Utvisningsminuter | Utv = Utvisningsminuter |
| År                            | Lag                           | Mästerskap                    | Matcher       | Mål                     | Assists                 | Poäng                   | Utv                     |                         |
| ----------------------------- | ----------------------------- | ----------------------------- | ------------- | ----------------------- | ----------------------- | ----------------------- | ----------------------- | ----------------------- |
| 2013                          | USA                           | U18-VM                        | 7             | 1                       | 0                       | 1                       | 0                       |                         |
| Junior totalt                 | Junior totalt                 | Junior totalt                 | Junior totalt | 7                       | 1                       | 0                       | 1                       | 0                       |